# Bohonîkî
Bohonîkî (în ucraineană Бохоники) este o comună în raionul Vinnîțea, regiunea Vinnița, Ucraina, formată numai din satul de reședință.

## Demografie
Componența lingvistică a satului Bohonîkî
     Ucraineană (97,63%)
     Rusă (2,01%)
     Alte limbi (0,24%)
Conform recensământului din 2001, majoritatea populației satului Bohonîkî era vorbitoare de ucraineană (97,63%), existând în minoritate și vorbitori de rusă (2,01%).